# Эффект Болдуина
«Эффект Болдуина» или эволюция Болдуина — теория американского психолога и философа Джеймса Болдуина, которая рассматривает соотношение между врожденным (инстинктивным) поведением и способностью обучаться. Она была предложена Болдуином в 1896 году в работе «Новый фактор эволюции».
Если ненаследственное изменение (например, изменение поведения в результате обучения) оказывается полезным, то больше потомства будут оставлять особи с лучшей наследственной предрасположенностью к такому изменению (способные быстрее и лучше научиться такому
поведению). Могут выработаться: а) врожденное умение (инстинкт): навык «записывается» в геном, б) морфологические адаптации, облегчающие данное поведение. Примером может служить толерантность к лактозе. Длительная традиция выращивания и отбора животных, дающих больше молока, привела к тому, что среди людей получили преимущество те, кто лучше мог переваривать лактозу. Данный пример иллюстрирует прямую-обратную связь между поведением и генами: исходная способность усваивать лактозу, ведёт к отбору человеком животных, способных давать больше молока и как результат, происходит широкое распространение генов, позволяющих усваивать лактозу. 
Эффект Болдуина поверхностно схож с «наследованием результатов упражнения органов» (ламаркизм), но это не «ламарковский»
механизм. Он действует через изменение направленности отбора, через отбор случайных наследственных отклонений, то есть «по Дарвину», а не «по Ламарку». Происходит не прямое наследование признака, приобретенного в течение жизни, а отбор на способность быстрее его приобретать. А также отбор на выработку дополнительных адаптаций, повышающих приспособленность при наличии данного признака.
Болдуин предложил механизм, согласно которому эпигенетические факторы влияют на формирование генома не менее эффективно, чем действие естественного отбора. В частности, поведенческие решения и стереотипы, принимаемые людьми и передающиеся от поколения к поколению в виде культурных практик и традиций, следует рассматривать важнейшим фактором, формирующим человеческий геном.